# Ben Roethlisberger
Benjamin Todd "Ben" Roethlisberger, kallad "Big Ben", född 2 mars 1982 i Lima, Ohio, var en  amerikansk fotbollsspelare som spelade quarterback i NFL-laget Pittsburgh Steelers i 18 säsonger. 2004 utsågs han till "AP NFL Offensive Rookie of the Year". Roethlisberger vann två Super bowl, XL 2006 mot Seattle Seahawks och XLIII 2009 mot Arizona Cardinals, och spelade i tröjnummer 7 som en hyllning till idolen John Elway. Den 27 januari 2022 meddelade Ben Roethlisberger att han går i pension.